# Isodontia

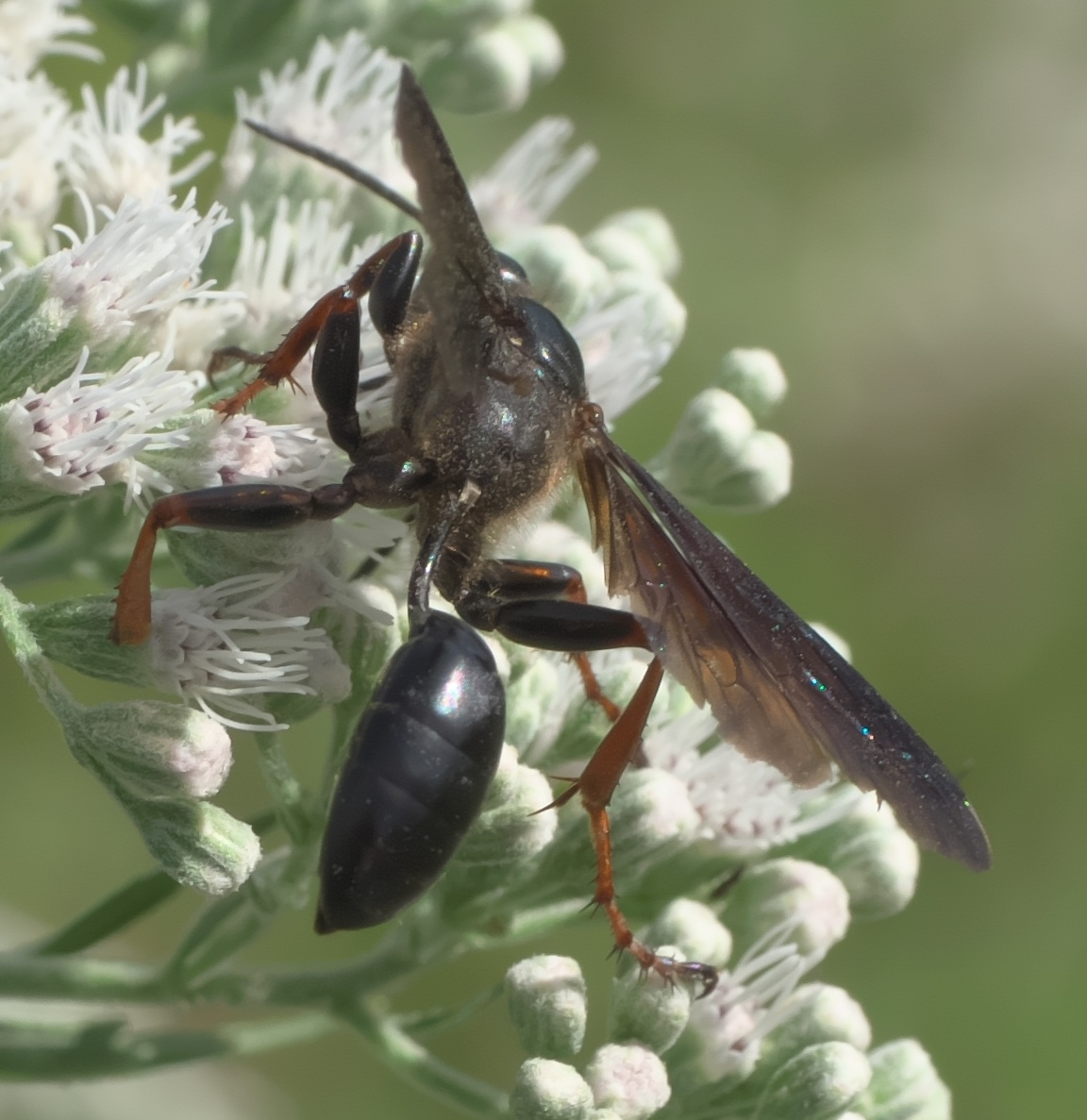
Isodontia auripes

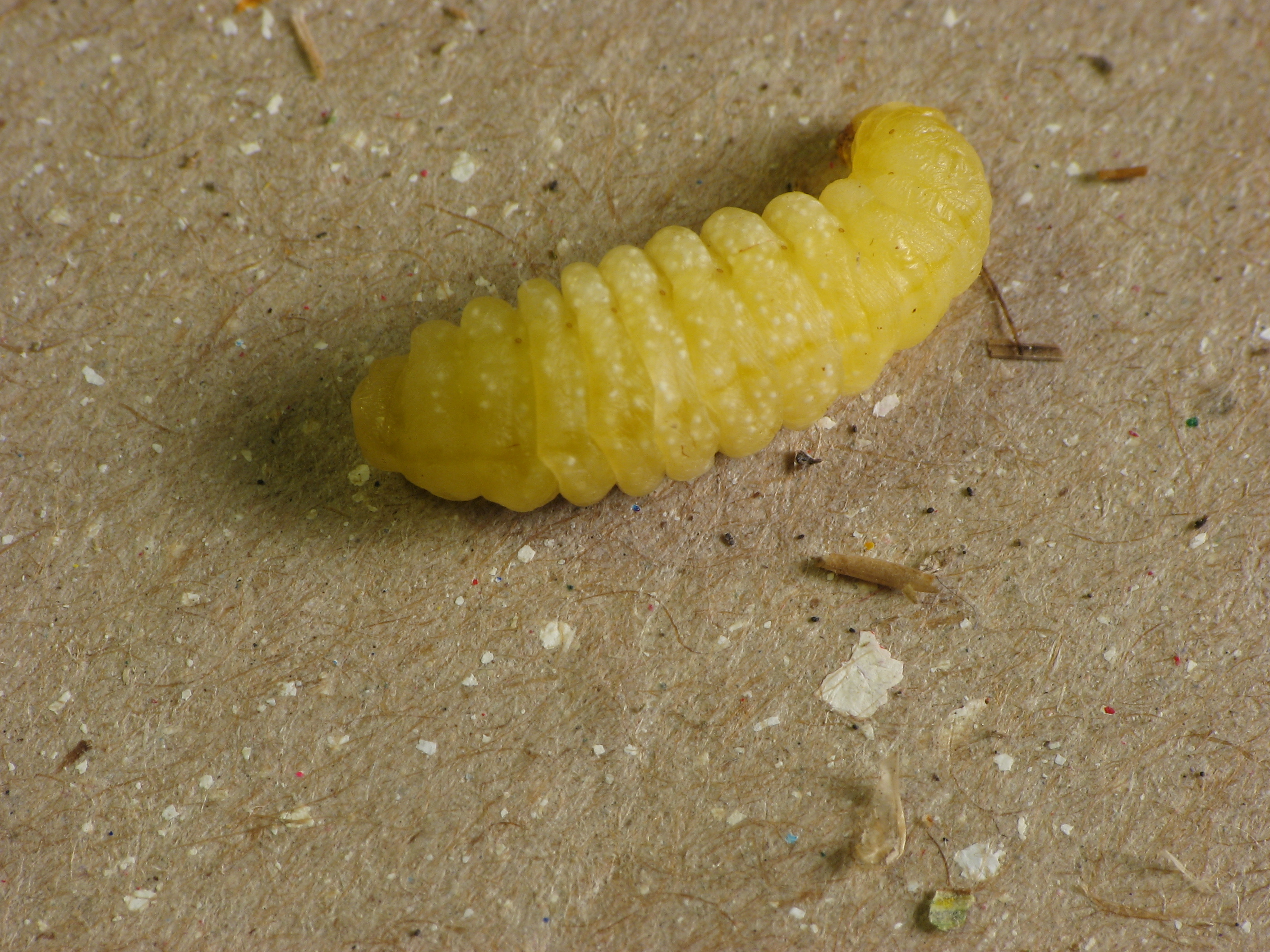
Larva de Isodontia sp. encontrada en nido con la presa tetigonida

Isodontia  es un género de avispas de la familia Sphecidae. Hay más de 60 especies en el mundo. Construyen sus nidos en huecos o tubos que forran con trozos de paja. Depositan alimento para la larva, generalmente Orthoptera de las familiasTettigoniidae o Gryllidae. Los adultos generalmente emergen a principios del verano, se aparean y empiezan la construcción del nido.

## Especies
Incluye las siguientes especies:
- Isodontia albata
- Isodontia alvarengai
- Isodontia apicalis
- Isodontia apicata
- Isodontia aurifrons
- Isodontia auripes
- Isodontia auripygata
- Isodontia azteca
- Isodontia bastiniana
- Isodontia boninensis
- Isodontia bruneri
- Isodontia capillata
- Isodontia cellicula
- Isodontia cestra
- Isodontia chrysorrhoea
- Isodontia costipennis
- Isodontia cyanipennis
- Isodontia delicata
- Isodontia diodon
- Isodontia dolosa
- Isodontia edax
- Isodontia egens
- Isodontia elegans
- Isodontia elsei
- Isodontia exornata
- Isodontia formosicola
- Isodontia franzi
- Isodontia fuscipennis
- Isodontia guaranitica
- Isodontia harmandi
- Isodontia immaculata
- Isodontia jaculator
- Isodontia laevipes
- Isodontia leonina
- Isodontia longiventris
- Isodontia maidli
- Isodontia mexicana
- Isodontia nidulans
- Isodontia nigella
- Isodontia nigelloides
- Isodontia obscurella
- Isodontia ochroptera
- Isodontia paludosa
- Isodontia papua
- Isodontia paranensis
- Isodontia pelopoeiformis
- Isodontia pempuchi
- Isodontia permutans
- Isodontia petiolata
- Isodontia philadelphica
- Isodontia pilipes
- Isodontia poeyi
- Isodontia praslinia
- Isodontia sepicola
- Isodontia severini
- Isodontia simoni
- Isodontia sonani
- Isodontia splendidula
- Isodontia stanleyi
- Isodontia vidua
- Isodontia visseri